# Каменецкая башня
Камене́цкая ба́шня (бел. Камяне́цкая ве́жа, ошибочно: Бе́лая ве́жа) — наиболее хорошо сохранившаяся оборонительная башня волынского типа и одновременно самая высокая (29,4 м). Построена в 1271—1288 годах. Памятник романского стиля с элементами ранней готики. Находится в городе Каменец (Брестская область, Беларусь).
Башня является мемориалом, с 1960 года тут располагается филиал Брестского областного музея.

## История
В исторической статье Галицко-Волынской летописи за 1276 год даны известия об основании Каменца волынским князем Владимиром Васильковичем:
И потом вложил Бог благую мысль в сердце князю Владимиру, задумался он, чтобы где-нибудь за Берестьем поставить город.
По приказу князя для постройки нового города был послан «градоруб» Олекса. Под его руководством был сооружён «столп камен высотою 17 саженей. Подобен удивлению всем зрящим на него». Временем строительства, на основании Галицко-Волынской летописи, принято считать период с 1276 года по 1288 год.
В XIV веке башня много раз выдерживала набеги крестоносцев, штурмы войск польских и литовских князей. В XVII веке около стен Каменецкого замка разворачивались безжалостные бои между армиями Речи Посполитой и Русского государства (в 1661 году Каменец даже был освобождён от уплаты налогов на 4 года).
Башня служила складом и арсеналом — в нижних, самых холодных ярусах, хранили провизию, в верхнем, рядом с боевой площадкой — оружие и боеприпасы. Свободное пространство занимали бойцы. Много набегов выдержала башня, но пострадала не от воинов, а от мародёров, которые в XIX веке повадились выламывать и доставать из неё кирпичи на хозяйственные нужды.
С усовершенствованием техники башня утратила своё оборонительное значение. Инвентарь XVIII века изображает грустную картину заброшенности: «Нижний ярус без дверей и какого-нибудь закрытия; башня сверху замурована, внутри разрушена, в окнах нет стёкол (1728)» Как и многие историко-архитектурные памятники, её пробовали разобрать на кирпич в 1822 году, но не смогли: связка и известковые кирпичи так затвердели за столетия, что вся башня словно превратилась в один большой камень.
Башня находилась внутри кольцевого вала и доминировала над деревянными укреплениями. Со стороны реки к укреплениям подступала болотистая низина, с трёх сторон их окружал ров. Остатки земляного вала и деревянного замка окончательно исчезли в 1903 году, при проведении реставрационных и земляных работ. По проекту архитектора В. В. Суслова вокруг башни был снят трёхметровый слой земли, в результате чего её первый ярус, который раньше ошибочно считали подвалом, вновь очутился на поверхности. Однако, во время земляных работ бесследно исчезли древние вал и ров. Тогда же были разобраны своды между первым и вторым ярусами и заменены деревянными балками. Кирпичи для реставрации зубцов и стены (около 10 тыс. штук) заказали у крестьянина Мотыкальской волости С. Дранюка. Для проведения земляных и кирпичных работ был приглашён из Гродно опытный мастер А. Артишевский. Вокруг башни был насыпан и обложен камнем земляной вал. В таком виде памятник сохранился до наших дней. В начале 1950-х годов башню впервые побелили, а пол вымостили камнем. Реставрационные работы проводились в башне также в 1968—1973 и 1996—2003 годах.

## Архитектура
Башня круглая в плане, диаметром 13,6 м при толщине стен 2,5 м, её высота 29,4 м. Стоит башня на мощном фундаменте высотой около 2,3 м, диаметром 16 м. Сложена из брусчатых кирпичей тёмно-красного и желтоватого цветов с характерными продолговатыми бороздками в нижней части. Кладка «балтийская» — два «ложка» последовательно чередуются с одним «тычком». Снаружи на стенах сохранилось большое количество прямоугольных углублений от «пальцев» лесов. Внутри сохранились углубления от деревянных балок — перекрытий пяти ярусов. Перекрытия второго и третьего ярусов были двойными. Башня имеет пять ярусов (этажей), соединённых лестницами, на которых можно было разместить значительное количество воинов. Имея исключительно оборонительное назначение, Каменецкая башня лишена каких-либо архитектурных украшений.
Башни аналогичного характера и назначения были построены в XIII веке в Полоцке, Турове, Новогрудке, на территории Старого замка в Гродно, на замчище древнего Берестья.

## Упоминания в литературе
Е. Котик писал:

Местечко Каменец, где я родился, знаменито своей старинной исторической башней. Откуда она взялась, никто не знает. Полагают, что это остаток былой крепости. Башня эта кирпичная, с толстыми стенами, высокая, с бойницами для стрельбы из пушек и ружей. Ещё во времена моего деда находили ядра весом фунтов в десять — знак, что через бойницы когда-то действительно стреляли. Кирпичи этой башни были такие крепкие, что нельзя было отколоть от них ни кусочка. В Каменце говорят, что кирпичи башни делали на яичном белке, поэтому она такая крепкая… Когда царь Александр II вместе с европейскими князьями охотился в Беловежской Пуще в семи верстах от Каменца, все министры и генералы приезжали в местечко посмотреть на эту историческую башню.

## Галерея
- Каменецкая башня и ее окружение на изображениях XIX века
- Неизвестный художник, 1-я пол. XIX века
- Неизвестный художник, середина XIX века
- Акварель Наполеона Орды, 1876
- Литография Наполеона Орды, 1876